# INI
Een INI-bestand (Eng.: initialization file) is een bestand dat instellingen bevat voor computerprogramma's. Het INI-bestandsformaat is een de facto formaat voor configuratiebestanden, dat voornamelijk gebruikt werd in Windows-versies tot Windows 95. In Windows 95 werd het Register geïntroduceerd als vervanging voor INI-bestanden.
Alhoewel het INI-formaat groot is geworden onder Windows wordt het ook onder andere systemen gebruikt, zoals Linux. Veel programma's gebruiken INI-bestanden omwille van de flexibiliteit en eenvoud.

## Formaat
Een voorbeeld van een INI-bestand:
```
[sectie1]

; commentaar
var1 = foo
var2 = bar

[sectie2]

; meer commentaar
var1 = doodle
var2 = Hello World

```

### Syntaxis
De INI-syntaxis bestaat uit 3 verschillende onderdelen:
- Secties: Secties beginnen met '[' en eindigen met ']' (zoals [sectie1] en [sectie2]). Per sectie kunnen verschillende parameters worden ingesteld (afhankelijk van het programma).
- Parameters: Parameters worden geschreven als "var1 = foo". Het deel voor het is-gelijkteken geeft de naam van de parameter aan, het tweede deel is de instelling zelf.
- Commentaar: Elke regel die met een puntkomma ; begint wordt beschouwd als commentaar en genegeerd tijdens het verwerken van het configuratiebestand.

### Verschillen
Het formaat voor INI-bestanden staat niet vast en kan per programma verschillen. Sommige programma's gebruiken een uitgebreidere versie van de bovenstaande (basis-) specificatie.
- Commentaar: Programma's als Samba accepteren zowel ';' als '#' voor commentaarregels. Ook kan in sommige programma's achter de parameter nog commentaar geplaatst worden.
- Backslashes: Achter een parameter kan een backslash '\' geplaatst worden om zo op de volgende regel de rest van de instelling te zetten.

```
var1=foo \
bar
```

Ook is het soms mogelijk om met behulp van backslashes speciale tekens te gebruiken: \n voor een nieuwe regel (newline), \t voor een tab, etc.
- Parameters met dezelfde naam: In sommige programma's is het mogelijk (of zelfs nodig) om meerdere parameters met dezelfde naam te gebruiken in één sectie. Dit is niet gebruikelijk.
- Secties met dezelfde naam: Afhankelijk van de implementatie wordt òf de laatst gedefinieerde sectie gebruikt, òf wordt getracht de secties samen te voegen.
- ":" in plaats van "=": Sommige implementaties staan toe een dubbele punt te gebruiken in plaats van een is-gelijkteken.